# Ilebo
Ilebo, anciennement connue sous le nom de Port-Francqui (d'après Émile Francqui) est une localité, chef-lieu de territoire de la province du Kasaï en république démocratique du Congo.

## Géographie
La localité d'Ilebo est située à la confluence de la Lutshwadi dans la rivière Kasaï, en amont de la confluence avec le Sankuru, sur la route nationale RN 20 à 425 km au nord du chef-lieu provincial Tshikapa.

## Environnement
Ilebo possède un climat de savane à hiver sec (Aw) selon la classification de Köppen-Geiger. Ilebo est une zone avec des précipitations importantes. Même pendant le mois le plus sec, il pleut beaucoup. Sur l'année, la température moyenne à Ilebo est de 25.9°C et les précipitations sont en moyenne de 778.8mm. 

## Histoire
En juin 2013, la localité se voit conférer le statut de ville, constituée de quatre communes : Bembe, Kasai, Lutshwadi, Puntsha. Ce statut ne sera pas maintenu lors de la réforme administrative mise en place en 2015.

## Administration
Chef-lieu de territoire de 42 385 électeurs recensés en 2018, la localité a le statut de commune rurale de moins de 80 000 électeurs, elle compte 7 conseillers municipaux en 2019.

## Population
Le recensement de la population date de 1984, l'accroissement annuel est estimé à 0,88 en 2012,.
| 1984   | 2004   | 2012   |
| ------ | ------ | ------ |
| 53 877 | 67 721 | 72 623 |

## Économie

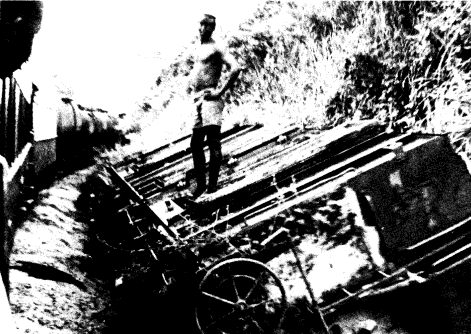
Déraillement d'un train de la SNCZ (Société nationale des chemins de fer du Congo, aujourd'hui SNCC) au sud d'Ilebo dans les années 1980. À cette époque, de nombreux trains circulent sur la ligne entre Ilebo et Tenke (Shaba) et, en 1983, 10 trains déraillent par mois.

Elle est le point navigable le plus en amont de la rivière Kasaï. Elle est dès lors un nœud important des communications en République démocratique du Congo, étant reliée à Kinshasa par bateau et à Lubumbashi par chemin de fer, le port et la ligne de chemin de fer Compagnie du chemin de fer du bas-Congo au Katanga (BCK) dépendant tous deux de la Société nationale des chemins de fer du Congo (SNCC). Anciennement, la majorité du cuivre produit au Katanga prenait cette voie. Actuellement, les minerais du Katanga empruntent la route ou le train vers le port de Durban en Afrique du Sud. Le gouvernement actuel souhaite redonner vie à cette voie nationale mais cela dépend de la réhabilitation de la flotte fluviale (ONATRA) et du chemin de fer (SNCC).
Un projet de ligne de chemin de fer reliant Ilebo à Kinshasa en passant par Bandundu est à l'étude.